# لانكاداس

لانكاداس (Λαγκαδάς) هي بلدة وبلدية في الجزء الشمالي الشرقي من مقاطعة سالونيك في اليونان. يبلغ عدد سكان البلدية 41,103 نسمة، ويسكن 7,764 منهم في مدينة لانكاداس.
تقع لانكاداس شمال شرق سالونيك، على بعد حوالي 20 كم من وسطها وعلى ارتفاع حوالي 130 متر، في وسط وادي ميغدونيا، والتي عبرها الإسكندر الأكبر في حملاته وكذلك الرسول بولس باتجاه سالونيك وأثينا.

## البلدية
تم تشكيل بلدية لانكاداس في إصلاح الحكومات المحلية لعام 2011 من خلال دمج البلديات السبع السابقة التالية، والتي أصبحت وحدات بلدية داخلها: أسيروس، كاليندويا، كورونا، لاخاناس، لانكاداس، سوخوس، فيرتيسكوس.
تبلغ مساحة بلدية لانكاداس 1،222.65 كيلومتر مربع، والوحدة البلدية 197.411 كيلومتر مربع، وتبلغ مساحة منطقة لانكاداس العمرانية 31.761 كيلومتر مربع. تشتهر لانكاداس بمنتجعها الحراري.
شارك سكان المدينة في ثورة عام 1821، وتم تدمير المدينة خلال الحرب. كما شاركت أيضا خلال الصراع المقدوني.
استقرت عدة عائلات من لاجئي آسيا الصغرى وشرق تراقيا في المدينة. أحضر اللاجئون التراقيون من سارانتا إكليسيس (قرقلر إيلي) معهم أيقونة باناجيا بيماتاريسا التي يعود تاريخها إلى القرن الخامس عشر واليوم محفوظة في كنيسة الرقاد المقدسة في لانكاداس.

## المناخ
تتمتع لاجاداس بمناخ قاري مع اختلافات كبيرة في درجات الحرارة بين الشتاء والصيف. بلغت درجة الحرارة التي سجلها المرصد الوطني لأثينا في لاجاكاداس 47.1 درجة مئوية. 

## سكان
فيما يلي تاريخ تعداد سكان لانكاداس
| Census | Population                                    | الرسوم البيانية غير متاحةٍ مؤقتًا لأسبابٍ تقنيَّة. |
| 1940   | 5.859                                         | الرسوم البيانية غير متاحةٍ مؤقتًا لأسبابٍ تقنيَّة. |
| 1951   | 7.660                                         | الرسوم البيانية غير متاحةٍ مؤقتًا لأسبابٍ تقنيَّة. |
| 1961   | 6.752                                         | الرسوم البيانية غير متاحةٍ مؤقتًا لأسبابٍ تقنيَّة. |
| 1971   | 6.708                                         | الرسوم البيانية غير متاحةٍ مؤقتًا لأسبابٍ تقنيَّة. |
| 1981   | 7.589                                         | الرسوم البيانية غير متاحةٍ مؤقتًا لأسبابٍ تقنيَّة. |
| 1991   | 6.280                                         | الرسوم البيانية غير متاحةٍ مؤقتًا لأسبابٍ تقنيَّة. |
| 2001   | 7.259                                         | الرسوم البيانية غير متاحةٍ مؤقتًا لأسبابٍ تقنيَّة. |
| 2011   | 7.764                                         | الرسوم البيانية غير متاحةٍ مؤقتًا لأسبابٍ تقنيَّة. |
|        | الرسوم البيانية غير متاحةٍ مؤقتًا لأسبابٍ تقنيَّة. |                                               |